# Залхинг
Залхинг (њем. Salching) општина је у њемачкој савезној држави Баварска. Једно је од 37 општинских средишта округа Штраубинг-Боген. Према процјени из 2010. у општини је живјело 2.525 становника. Посједује регионалну шифру (AGS) 9278182.

## Географски и демографски подаци
Залхинг се налази у савезној држави Баварска у округу Штраубинг-Боген. Општина се налази на надморској висини од 347 метара. Површина општине износи 22,0 km². У самом мјесту је, према процјени из 2010. године, живјело 2.525 становника. Просјечна густина становништва износи 115 становника/km².